# Pse ndal
Pse ndal är en låt från år 2005 framförd av den albanska sångerskan Anjeza Shahini. "Pse ndal" är skriven av Dhurata Mushiqi och är komponerad av Shahini själv. Låten blev hennes andra bidrag till Festivali i Këngës då hon tidigare vunnit samma tävling, Festivali i Këngës 42 med "Imazhi yt". 
Shahini deltog i den andra semifinalen, från vilken hon lyckades ta sig till finalen som hölls den 18 december 2005 i Pallati i Kongreseve. I finalen fick hon startnummer 11. Hon framförde sitt bidrag efter Sonila Mara med "Vjeshtë me ty" och före Albërie Hadërgjonaj med "Ah sikur kjo jetë". Efter att juryn röstat avslöjades endast topp tre i tävlingen, varav Shahinis slutposition är okänd. Vann gjorde Luiz Ejlli med "Zjarr e ftohtë". 